# Holmöns båtmuseum

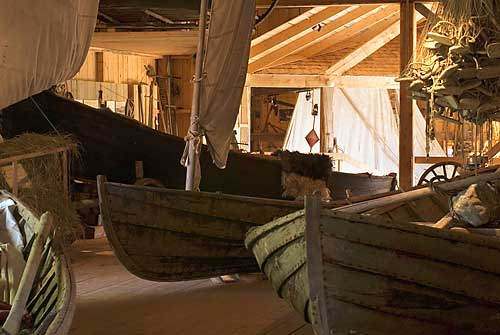
Holmöns båtmuseum

Holmöns båtmuseum är ett museum på Holmön i norra Kvarken, nordost om Umeå, invigt 1998 . Båtmuseet ligger i Byviken där färjan Helena Elisabet angör Holmön. Trafikverket upprätthåller färjetrafik mellan Norrfjärden på fastlandet och Holmön.
Holmöns båtmuseum är ritat av arkitekt Olle Forsgren. Museet är inrymt i åtta byggnader som hålls samman kring ett vindskyddat gårdstun.
Samlingarna på museet speglar en mångfald av båtar för olika ändamål liksom det ålderdomliga sättet att bygga dessa båtar av krokvuxna ämnen. Även det dagliga livet på ön som mötte besökande resenärer under 1800- och tidigt 1900-tal är representerat i utställningarna. Sommartid anordnas utställningar, föredrag och kurser med anknytning till kustkulturen.